# Heraclides de Siracusa (governant)
Heraclides (llatí: Heracleides, en grec antic: Ἡρακλείδης) fou un general siracusà que poc abans de pujar al poder Agàtocles de Siracusa el 317 aC va obtenir la direcció dels afers de la ciutat juntament amb Sosístrat. Diodor de Sicília diu que va assolir el càrrec per la traïció i el crim, però els detalls no es coneixen, car se suposa que s'havien donat al llibre anterior, avui perdut. Junt amb Sosístrat va dirigir l'expedició a Crotona i Règium en la que va participar el mateix Agàtocles. El seu paper en la posterior pujada al poder de Sosístrat és desconegut.